# کوه وینئو
کوه وینئو (به لاتین: Mount Vineuo) یک کوه در پاپوآ گینه نو است که در Goodenough Island, واقع شده‌است. کوه وینئو ۲٬۵۳۶ متر بالاتر از سطح دریا واقع شده‌است.